# 勞倫斯維爾 (新澤西州)
勞倫斯維爾（英語：Lawrenceville）是位於美國新澤西州默瑟縣的普查規定居民點。

## 人口
根據2020年美國人口普查的數據，勞倫斯維爾的面積為2.70平方千米，皆為陸地。當地共有人口3751人，而人口密度為每平方千米1,389.26人。